# Melloh
Melloh ist ein Ortsteil der Ortschaft Groß Lessen in der Stadt Sulingen im niedersächsischen Landkreis Diepholz.

## Geografie
Der Ort liegt nördlich des Kernortes Groß Lessen und westlich des Stadtkerns von Sulingen. Südlich verläuft die B 214 und östlich die B 61. Nördlich fließt der Kuhbach, ein Nebenfluss der Kleinen Aue, die östlich fließt.

## Geschichte
Am Westufer der Kleinen Aue lag eine Niederungsburg, die vermutlich im Spätmittelalter bestanden hat und zu der keine historische Überlieferung besteht. Im Gelände sind noch schwach sichtbar ihre Gräben und Wälle auf einer Fläche von etwa 100 × 125 Meter vorhanden.

## Naturschutzgebiete
Westlich liegt das 1.599 ha große Naturschutzgebiet Nördliches Wietingsmoor, südwestlich die 878 ha und 298 ha großen Naturschutzgebiete Freistätter Moor und Mittleres Wietingsmoor.